# Хараламбос Кіріакідіс
Хараламбос Кіріакідіс (грец. Χαράλαμπος Κυριακίδης; нар. 30 листопада 1998, Пафос, Кіпр) — кіпрський футболіст, воротар клубу «Омонія» та національної збірної Кіпру.

## Клубна кар'єра
Хараламбос Кіріакідіс народився у місті Пафос і грати у футбол починав у місцевому клубі «Пафос». Та в основі воротар не зіграв жодного матчу і в 2018 році відправився у клуб Другого дивізіону «Аріс» з міста Лімасол, де зіграв два матчі в основі.
Влітку 2019 року Кіріакідіс підписав контракт з клубом «Омонія». У січні 2020 року Кіріакідіс дебютував у новій команді. За підсумками сезону 2020/21 Кіріакідіс разом з клубом став чемпіоном Кіпру.

## Збірна
У серпні 2020 року Хараламбос Кіріакідіс отримав виклик до національної збірної Кіпру на матчі Ліги націй. Свій дебютний поєдинок у збірній воротар провів 5 вересня проти команди Чорногорії.

## Титули і досягнення
- Чемпіон Кіпру (1):

«Омонія»: 2020-21
- Володар Суперкубка Кіпру (1):

«Омонія»: 2021
- Володар Кубка Кіпру (2):

«Омонія»: 2021-22, 2022-23